# Liên minh Phiến lam
Liên minh Phiến lam, Phiến lam Quân hay Phiến lam Hội là một liên đoàn chính trị tại Trung Hoa Dân Quốc (Đài Loan) bao gồm Quốc dân Đảng (KMT), Thân dân Đảng (PFP), Tân Đảng (CNP), Công đoàn Thống nhất phi đảng phái (NPSU), và Trung Quốc Thanh niên Đảng (YCP). Tên liên đoàn khởi nguồn từ màu xanh lam tuyền thống của Quốc dân Đảng. Liên minh duy trì tư tưởng rằng Trung Hoa Dân Quốc mới là chính quyền hợp pháp của Trung Quốc chứ không phải Cộng hòa Nhân dân Trung Hoa, hướng tới việc giữ gìn bản sắc Trung Hoa song song với bản sắc Đài Loan, và coi trọng việc giữ gìn sự kết nối hài hòa với Trung Quốc đại lục. Đối lập với Liên minh Toàn lục.

## Lập trường chính trị
Liên minh khởi đầu với mục tiêu Thống nhất Trung Quốc, nhưng dần mang hướng bảo thủ do thực trạng chính trị, và từ bỏ chủ trương nhanh chóng thống nhất với Trung Quốc đại lục. Liên minh cho rằng việc thống nhất hiện tại chỉ khả thi sau khi chế độ cộng sản tại đại lục đã sụp đổ và bị thay thế bằng một chế độ dân chủ, có thể là một chính quyền mới hoàn toàn hoặc tái lập chính quyền Trung Hoa Dân Quốc của Tôn Trung Sơn đã rút chạy đến đảo Đài Loan sau Nội chiến Quốc Cộng. Cũng như cho phép việc đưa thi hài Tưởng Giới Thạch trở về quê hương ông tại Chiết Giang.

## Lịch sử

### Thời kỳ tổng thống Lý Đăng Huy: 1988–2000
Trong suốt những năm 90, bên trong nội bộ Quốc dân Đảng có sự chia rẽ lớn giữa các thành viên có gốc gác Trung Quốc đại lục (rút chạy khỏi đại lục năm 1949) và giới tinh hoa chính trị Đài Loan, phe cánh Đài Loan được dẫn đầu bởi Lý Đăng Huy, ủng hộ xây dựng một bản sắc Đài Loan mạnh mẽ và tách biệt khỏi Chủ nghĩa dân tộc Trung Quốc.
Lý giành được quyền kiểm soát đảng sau cuộc bẩu cử năm 1990. Dẫn đến sự chia rẽ vào đầu những năm 90, dẫn đến Tân Đảng được thành lập bởi những đảng viên Quốc dân chống đối Lý. Sau khi các đảng viên chống đối rời đảng, Tổng thống Lý Đăng Huy đã hoàn toàn kiểm soát Quốc dân Đảng trong suốt nhiệm kỳ của mình.
Trong cuộc bầu cử năm 2000, Lý Đăng Huy đã sắp xếp đề cử Liên Chiến trở thành ứng cử viên tổng thống của Quốc dân Đảng thay vì Tống Sở Du, một thành viên có tầm ảnh hưởng hơn, người mà sau đó đã rời đảng và lập nên Thân dân Đảng và tranh cử độc lập.
Liên sau đó thua cuộc trước Trần Thủy Biển và Đảng Dân chủ Tiến bộ trong cuộc bầu cử, hội đồng lập pháp thiên Quốc dân Đảng vẫn giữ 140/225 ghế trong Lập pháp viện Trung Hoa Dân Quốc. Tống và Liên sau đó thành lập một liên minh đối lập chính phủ Đảng Dân chủ Tiến bộ.

### Lần đầu tiên trong vị trí đảng đối lập: 2000–2008
Trong cuộc bầu cử tổng thống năm 2000, việc 2 ứng cử viên Tống và Liên tranh giành phiếu bầu đã dẫn đến thất bại của cả hai trước Trần Thủy Biển. Sau cuộc bầu cử, Lý Đăng Huy nhanh chóng mất đi sự tín nhiệm của các đảng viên Quốc dân, và cuối cùng Lý đã bị khai trừ khỏi Đảng vì tự ý thành lập một đảng ủng hộ Phong trào độc lập Đài Loan là Liên minh Đoàn kết Đài Loan.
Sau sự kiện Lý bị khai trừ, chính sách của Quốc dân Đảng trở nên bảo thủ và bắt đầu xây dựn mối quan hệ hợp tác thân thiết nhưng không chính thức với Tân Đảng và Thân dân Đảng. Liên minh này chính thức được biết tới là Liên minh Phiến lam. Mặc dù các thành viên Liên minh Phiến lam vẫn giữ cấu trúc là các đảng riêng biệt, họ vẫn hợp tác chặt chẽ với nhau nhằm xây dựng phương hướng tranh cử có lợi cho liên minh và không gây chia rẽ phiếu bầu nhằm ngăn chặn Liên minh Toàn lục chiến thắng.
Quốc dân Đảng và Thân dân Đảng đã kết hợp phiếu bầu trong cuộc bầu cử năm 2004 với Liên Chiến tranh cử chức tổng thống và Tống Sở Du tranh cử chức phó tổng thống.
Cuối năm 2004, đã có những cuộc đàm phán về việc hợp nhất Quốc dân Đảng và Thân dân Đảng vào năm 2005, nhưng những cuộc đàm phán này đã bị đình trệ. Trong cuộc bầu cử lập pháp năm 2004, ba đảng từ Liên minh Phiến lam đã tự tổ chức phân chia phiếu bầu (配票) một cách hợp lý nhằm ngăn chặn việc phiếu bầu bị chia rẽ. Tân Đảng cho tất cả những ứng cử viên của mình tranh cử trong Quốc dân đảng (trừ một ứng cử viên). Kết quả là Quốc dân Đảng giành được thêm 11 ghế và Thân dân Đảng mất 12 ghế.
Ngay sau cuộc bầu cử, chủ tịch Thân dân Đảng là Tống Sở Du bắt đầu chỉ trích Quốc dân Đảng vì đã hy sinh Thân dân Đảng vì lợi ích của mình và tuyên bố rằng ông sẽ không tham gia vào bất kỳ cuộc đàm phán nào liên quan đến việc hợp nhất hai đảng. Tuyên bố của Tống đã bị Quốc dân đảng, đa số thành viên Thân dân Đảng, và Tân Đảng chỉ trích mạnh mẽ. Tuy vậy, sau cuộc bầu cử lập pháp ít lâu, các thành viên lập pháp Thân dân Đảng đã đồng ý hợp tác với Đảng Dân chủ Tiến bộ trong một cuộc điều tra tài chính của Quốc dân Đảng.
Vào ngày 24 tháng 2 năm 2005, Tống Sở Du gặp Chủ tịch Trần lần đầu tiên sau bốn năm và đưa ra nghị quyết 10 điểm ủng hộ tên gọi "Trung Hoa Dân Quốc",  thực trạng quan hệ hai bờ eo biển Đài Loan, và việc mở ra kế hoạch Tam Thông. Khác với Tống, Liên đã không đáp lại lời mời gặp mặt của Trần.
Tuy nhiên, sau sự kiện Phiến lam thăm Trung Quốc đại lục 2005, Tống và Trần đã dừng hợp tác. Thị trưởng của thành phố Đài Bắc là ông Mã Anh Cửu cũng đã được bầu làm tân chủ tịch Quốc dân Đảng, và được coi là ứng cử viên hàng đầu đại diện Quốc dân đảng trong cuộc bầu cử 2008. Tuy nhiên, khi này vẫn chưa thể chắc liệu Quốc dân Đảng và Thân dân Đảng có thể đồng ý kết hợp phiếu bầu không. Trong cuộc bầu cử chủ tịch Quốc dân đảng năm 2005, Tống đã thể hiện sự ủng hộ với đối thủ của Mã là Vương Kim Bình trên sóng truyền hình.
Trong cuộc bầu cử các cấp tháng 12 năm 2005, Quốc dân Đảng đã giữ được 14 ghế, Đảng Dân chủ Tiến bộ thất cử và chỉ giữ được 6 ghế, Thân dân Đảng giữ 1 ghế, còn Liên Minh Đoàn Kết Đài Loan thì hoàn toàn thất cử. Mã Anh Cửu giờ đây đã chắc chắn sẽ lãnh đao Quốc Dân Đảng và Phiến lam trong cuộc bầu cử tổng thống năm 2008.

### Nhiệm kỳ tổng thống Mã Anh Cửu: 2008–2016
Trong cuộc bầu cử lập pháp năm 2008, Liên minh giành được 86/113 ghế trong Lập pháp viện Trung Hoa Dân Quốc và chiếm quyền đa số. Quốc dân Đảng, Thân dân Đảng và Tân Đảng sau đó thành công điều phối danh sách ứng cử viên của họ trong hệ thống bầu cử một thành viên mới.
Ứng cử viên của Công đoàn Thống nhất phi đảng phái, dù chính hức tuyên bố không liên kết, được đánh giá là có thiện cảm với Liên minh và không bị các ứng cử viên Phiến lam tranh giành số ghế. Hầu hết ứng cử viên của Thân dân Đảng đều nằm trong phe cánh Quốc dân Đảng, một số thậm chí nằm trong danh sách ứng cử viên Quốc dân Đảng. Mặc dù tất cả các ứng cử viên Tân Đảng tranh cử trong phe cánh Quốc dân Đảng, Đảng vẫn lập ra danh sách ứng cử viên của riêng mình và thất bại trong việc đạt được ngưỡng 5% để có diện trong Lập pháp viện. Quốc dân Đảng thành công kiểm soát Lập pháp viện trong suốt nhiệm kỳ Mã Anh Cửu.

### Lần thứ hai trong vị trí đảng đối lập: 2016–hiện tại
Tại cuộc bầu cử năm 2016, Quốc dân Đảng thua cuộc bầu cử tổng thống và lần đầu tiên trong lịch sử Trung Hoa Dân Quốc, mất quyền điểu hành Lập pháp viện Trung Hoa Dân Quốc. Đảng Dân chủ Tiến bộ thắng cuộc bầu cử và giành quyền lập pháp. Quốc dân Đảng trở thành đảng đối lập lớn nhất. Chủ tịch Thân dân Đảng Tống Sở Du, dù là thành viên của Liên minh, đã đồng ý tham gia chính quyền của bà Thái Anh Văn, trở thành đại diện cho Đài Bắc Trung Hoa tại Diễn đàn Hợp tác Kinh tế châu Á - Thái Bình Dương.

## Các đảng thành viên
| Đảng | Đảng                                      | Hệ tư tưởng                | Chủ tịch       |
| ---- | ----------------------------------------- | -------------------------- | -------------- |
|      | Quốc dân Đảng (KMT)                       | Chủ nghĩa bảo thủ          | Chu Lập Luân   |
|      | Tân Đảng (NP)                             | Chủ nghĩa bảo thủ quốc gia | Ngô Thành Điển |
|      | Thân dân Đảng (PFP)                       | Chủ nghĩa bảo thủ tự do    | Tống Sở Du     |
|      | Công đoàn Thống nhất phi đảng phái (NPSU) | Chủ nghĩa tự do bảo thủ    | Lâm Bỉnh Khôn  |

## Quyền lập pháp

### Lập pháp viện Trung Hoa Dân Quốc
| Khóa    | Số ghế của Liên minh trong Viện lập pháp |  | Ghế Quốc dân Đảng | Ghế Tân Đảng | Ghế Thân dân Đảng | Ghế Công đoàn |
| ------- | ---------------------------------------- |  | ----------------- | ------------ | ----------------- | ------------- |
| I(1992) | 95 / 130                                 |  | 95 / 95           | -            | -                 | -             |
| II      | 95 / 162                                 |  | 95 / 95           | -            | -                 | -             |
| III     | 106 / 164                                |  | 85 / 106          | 21 / 106     | -                 | -             |
| IV      | 134 / 225                                |  | 123 / 134         | 11 / 134     | -                 | -             |
| V       | 115 / 225                                |  | 68 / 115          | 1 / 115      | 46 / 115          | -             |
| VI      | 120 / 225                                |  | 79 / 120          | 1 / 120      | 34 / 120          | 6 / 120       |
| VII     | 85 / 113                                 |  | 81 / 85           | -            | 1 / 85            | 3 / 85        |
| VIII    | 69 / 113                                 |  | 64 / 69           | -            | 3 / 69            | 2 / 69        |
| IX      | 39 / 113                                 |  | 35 / 39           | -            | 3 / 39            | 1 / 39        |
| X       | 40 / 113                                 |  | 40 / 40           | -            | -                 | -             |

## Truyền thông
- Trung Quốc thời báo
- Công thương thời báo
- Liên hiệp thời báo
- Đài Trung thị
- Trung Thiên điện thị (Đài truyền hình Trung Thiên)
- TVBS